# Trésor de Siphnos
Le trésor de Siphnos est l'un des bâtiments du sanctuaire grec antique de Delphes, érigé pour accueillir les offrandes de la polis, ou cité-état, de Siphnos. C'était l'un des nombreux trésors bordant la Voie sacrée (fi), la route processionnelle qui traverse le sanctuaire d'Apollon, érigés pour gagner la faveur des dieux et accroître le prestige de la cité donatrice. C'est l'un des premiers bâtiments survivants de ce type, et sa date reste un sujet de débat, la date la plus plausible étant d'environ 525 av. J.-C.:148. Il a été souvent confondu, jusqu'à une date récente, avec le trésor de Cnide (en) voisin, édifice similaire mais moins élaboré, parce que les vestiges des deux bâtiments s'étaient mélangés, et aussi parce que les reconstructions théoriques antérieures utilisaient des parties des deux.
Les habitants de Siphnos avaient tiré d'énormes richesses de leurs mines d'argent et d'or à l'époque archaïque (Hérodote 3, 57) et utilisaient la dîme de leurs revenus pour ériger le trésor, la première structure religieuse entièrement en marbre. Le bâtiment servait à abriter de nombreux ex-voto donnés pour être offerts à Apollon.
Le trésor est tombé en ruine au cours des siècles, bien qu'il ait résisté bien plus longtemps que beaucoup d'autres monuments, probablement en raison de sa décoration vénérée par les générations suivantes. Actuellement, les sculptures et une reconstitution du trésor sont visibles au Musée archéologique de Delphes.

## Datation
La seule source classique à fournir des informations sur cet édifice est Hérodote (3, 57-58). Dans son récit, Hérodote déclare que les Siphniens avaient récemment fondé un temple à Delphes lorsqu'un groupe de Samiens était arrivé pour demander un soutien contre le tyran Polycrate. À cet égard, Hérodote et Thucydide déclarent que Polycrate de Samos a exercé son pouvoir sous le règne du roi perse Cambyse II (vers 529–522 av. J.-C.). Cela daterait donc le monument d'environ 525 av. J.-C.. Une source considère cependant comme plus probable une date de construction peu postérieure à 480 av. J.-C. (Whitley).

## Description

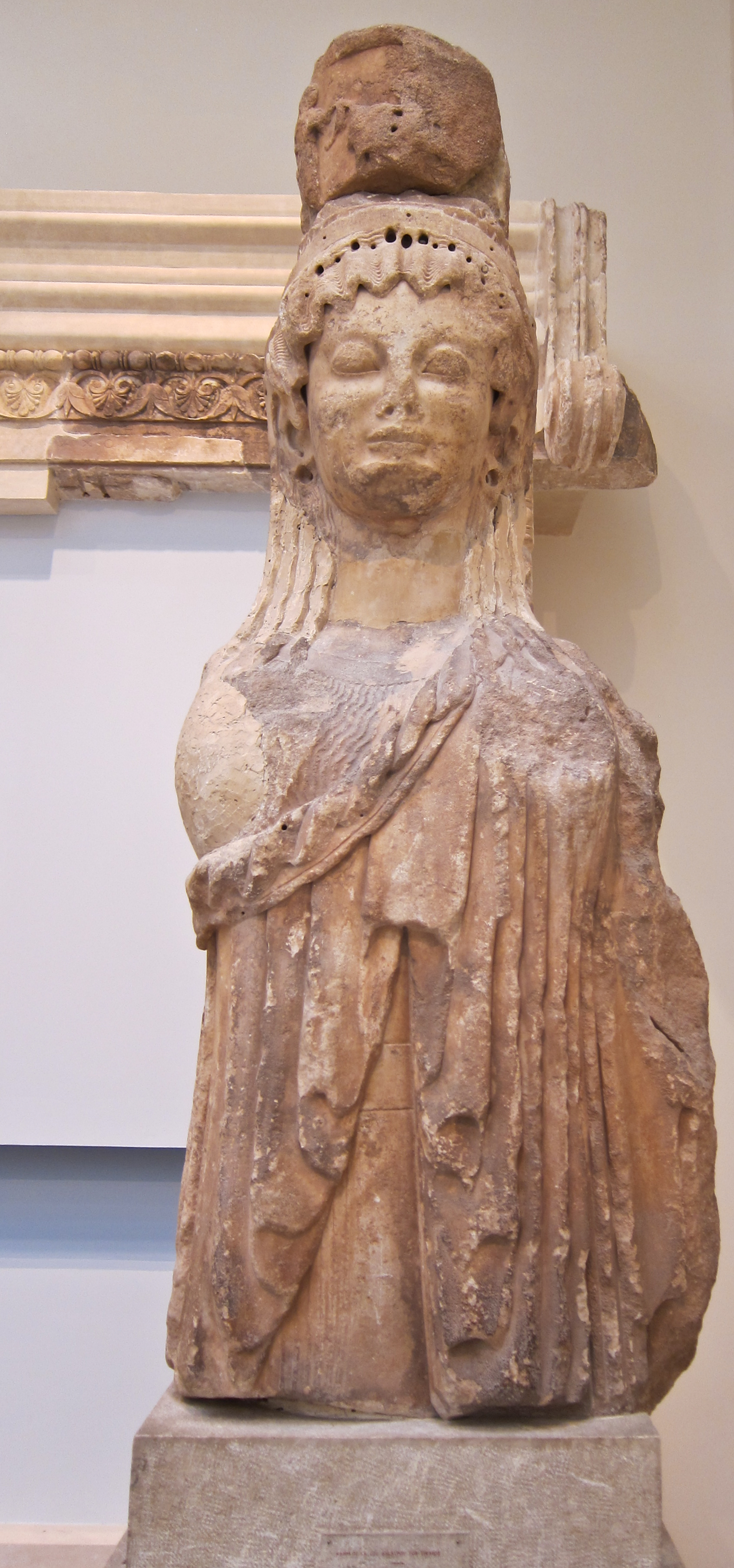
Haut du torse de la cariatide.

Le plan du trésor est en deux parties : un pronaos et un naos. Le pronaos est distyle in antis, c'est-à-dire que les murs latéraux (les antes, du latin antae) s'étendent jusqu'à l'avant du pronaos, et le fronton est soutenu par deux cariatides au lieu de colonnes simples. Au-dessous du fronton court une frise continue. Le bâtiment mesure 8,27 m de long sur 6,09 m de large,,.
Le fronton du trésor montre l'histoire d'Héraklès volant le trépied d'Apollon, fortement associée à son inspiration oraculaire. Le trésor a également été l'un des premiers bâtiments grecs à utiliser des figures tombantes et inclinées pour remplir les coins du fronton. Les frises sculptées qui courent autour du bâtiment représentent diverses scènes de la mythologie grecque. Les noms des acteurs étaient inscrits sur le fond : la plupart d'entre eux sont encore visibles en lumière rasante.
Le côté oriental représente une assemblée des douze Olympiens assis. Au centre (perdu) de l'assemblée, Hermès, tenant la balance remplie des âmes d'Achille et de Memnon, était représenté pesant les âmes (psychostasie). À gauche sont assis les dieux protecteurs de Memnon et des Troyens : Apollon, Arès, Aphrodite et Artémis. Au milieu est assis Zeus sur son trône. Sur l'autre moitié de cette frise, on distingue Achille et Memnon se disputant le corps d'Antiloque mort. La face ouest peut montrer l'histoire du jugement de Pâris, la mort d'Orion ou plutôt Athéna traduisant Héraklès sur l'Olympe. Le côté nord affiche la Gigantomachie. La frise sud est la plus usée ; on discerne nettement les traces de chevaux magnifiquement sculptés : il a été suggéré que la scène représente l'enlèvement d'Hippodamie par Pélops ou des Leucippides par les Dioscures ou l'enlèvement de Perséphone par Hadès. Les reliefs ont été peints avec des nuances vives de vert, de bleu, de rouge et d'or, créant ainsi un code unique de polychromie.

### Façade
La façade du trésor ionique des Siphniens présente deux korai (jeunes filles) entre les pilastres, au lieu de colonnes, pour soutenir l'architrave. Ce type de décoration opulente aux figures féminines pleines de mouvement et de plasticité préfigure les Cariatides érigées ultérieurement à l'Érechthéion sur l'Acropole d'Athènes.

### Fronton est

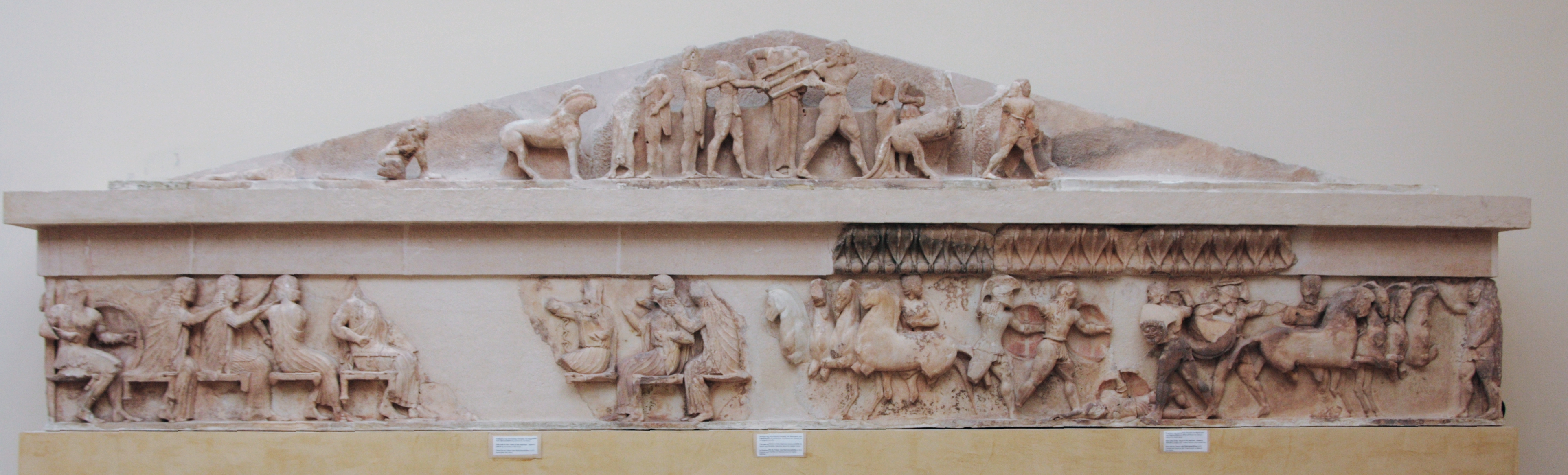
Fronton et frise est.

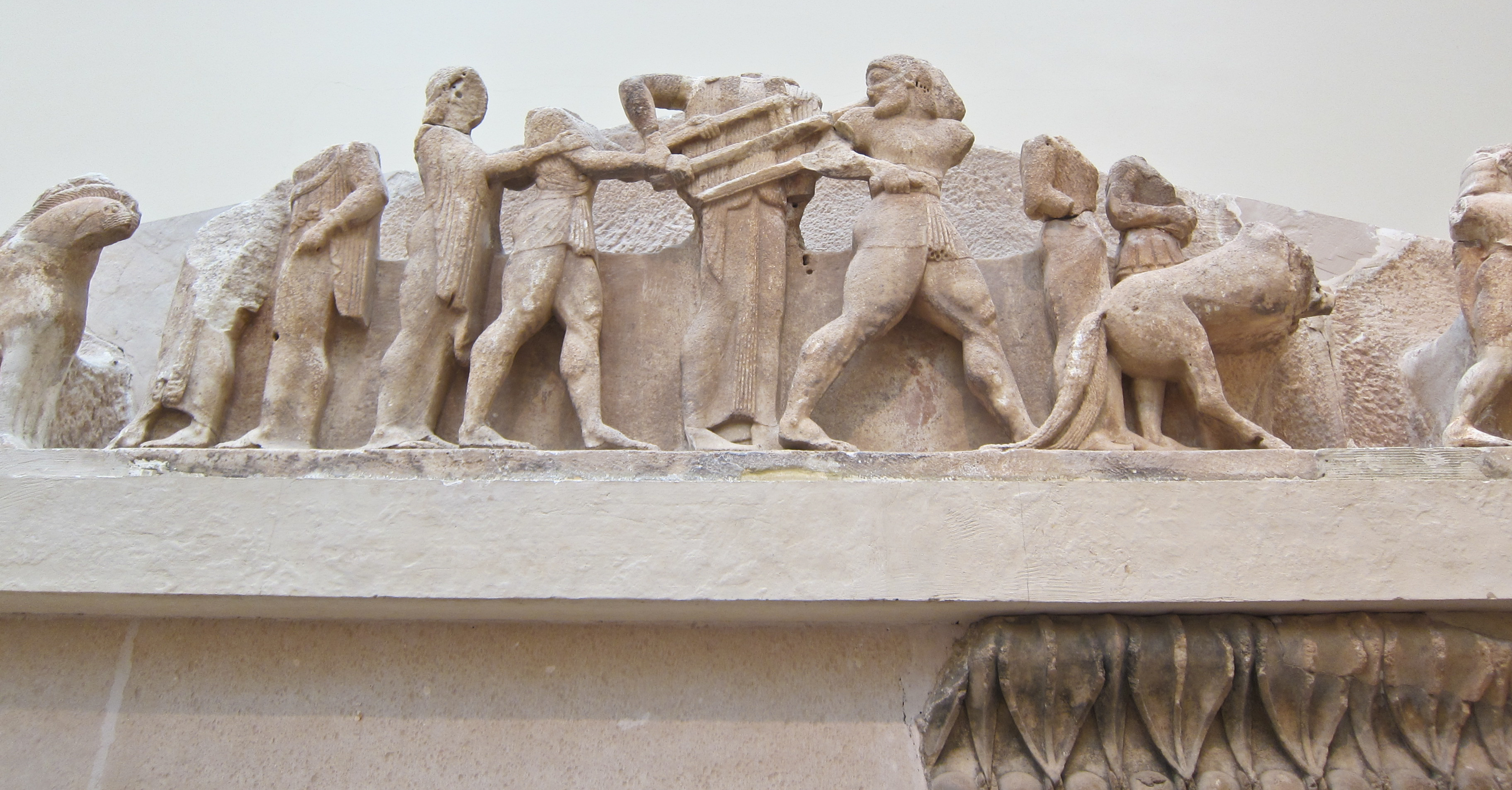
Détail du fronton : la dispute d'Héraklès et Apollon.

Le fronton oriental, seul fronton subsistant du trésor siphnien, représente un célèbre thème delphique. Au centre du fronton se trouve Zeus (d'autres sources prétendent qu'il s'agit d'Athéna ou d'Hermès), à gauche Apollon et à droite Héraklès. Les deux jeunes dieux se disputent le trépied delphique, et Zeus au milieu essaie de les séparer. La sculpture montre la colère d'Héraklès parce que la Pythie a refusé de lui donner un oracle, parce qu'il n'avait pas été purifié du meurtre d'Iphitos : Héraclès outragé a déjà réussi à s'emparer du trépied sacré, et Apollon tente de le lui arracher.

### Frise est

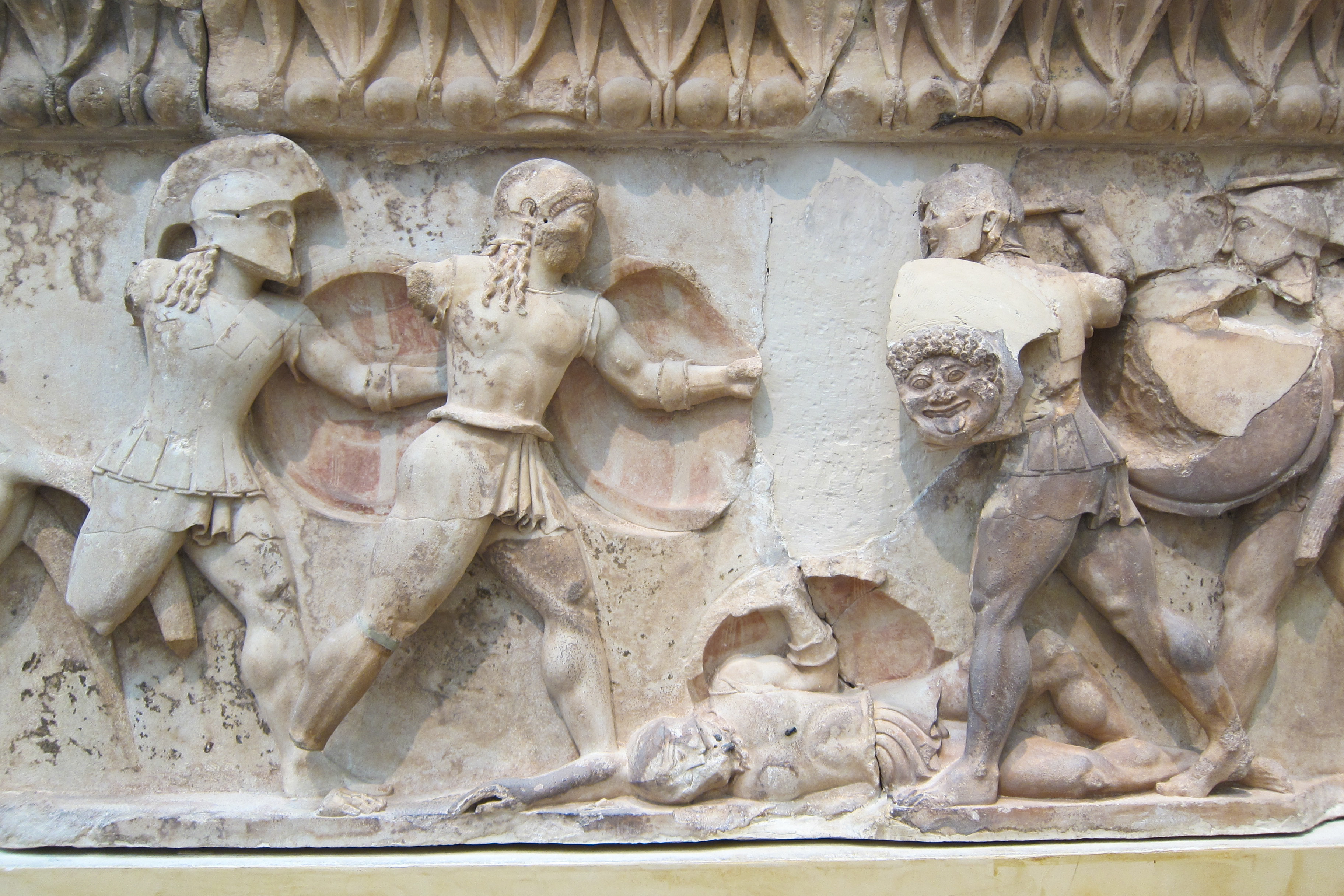
Détail de la frise orientale (av. J.-C.) représentant le combat à Troie d'Achille contre Memnon. Musée archéologique de Delphes.

La frise orientale représente une scène de l'assemblée des dieux pendant la guerre de Troie, où les dieux discutent de la question avec des gestes vifs, comme s'ils se disputaient. À droite, nous voyons Athéna comme le chef des divinités qui se rangent du côté des Grecs. À gauche, on voit les dieux qui protègent et défendent les Troyens : Apollon, Arès, Aphrodite et Artémis. Au milieu, Zeus est assis sur un trône somptueux.
À un autre endroit de la frise, on voit une scène de la guerre de Troie, figurant un duel sur le cadavre d'un guerrier, où les deux adversaires sont flanqués respectivement des héros des Achéens à droite et de ceux des Troyens sur la gauche. La figure du vieux Nestor encourage les Grecs.

### Frise nord

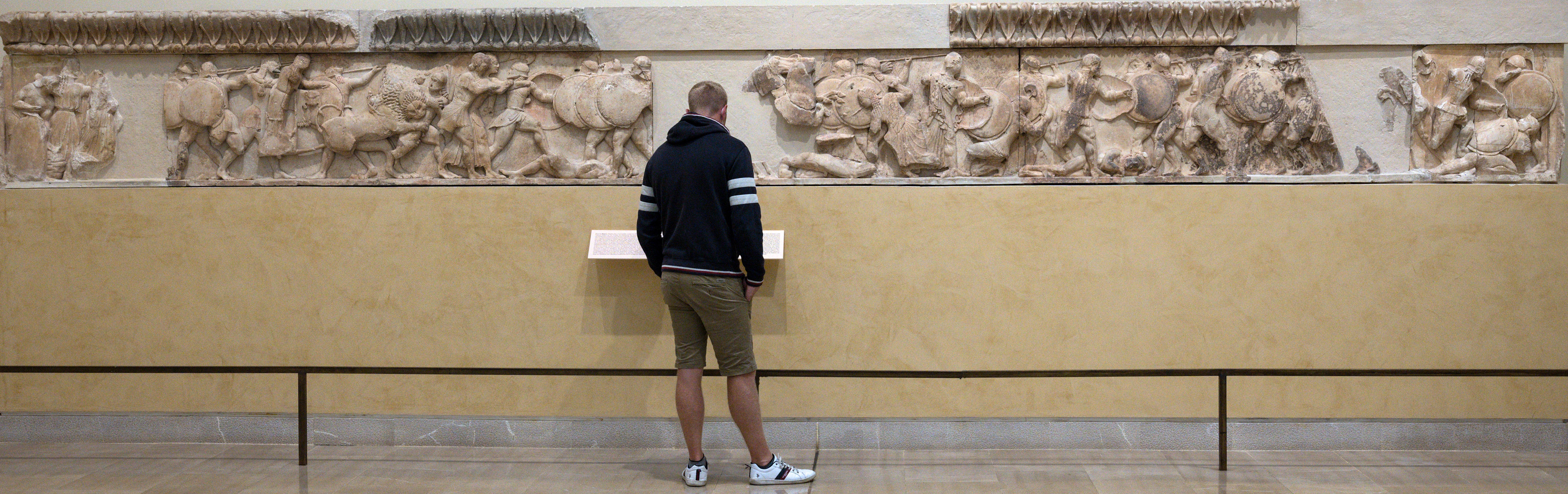
Ensemble de la frise nord.

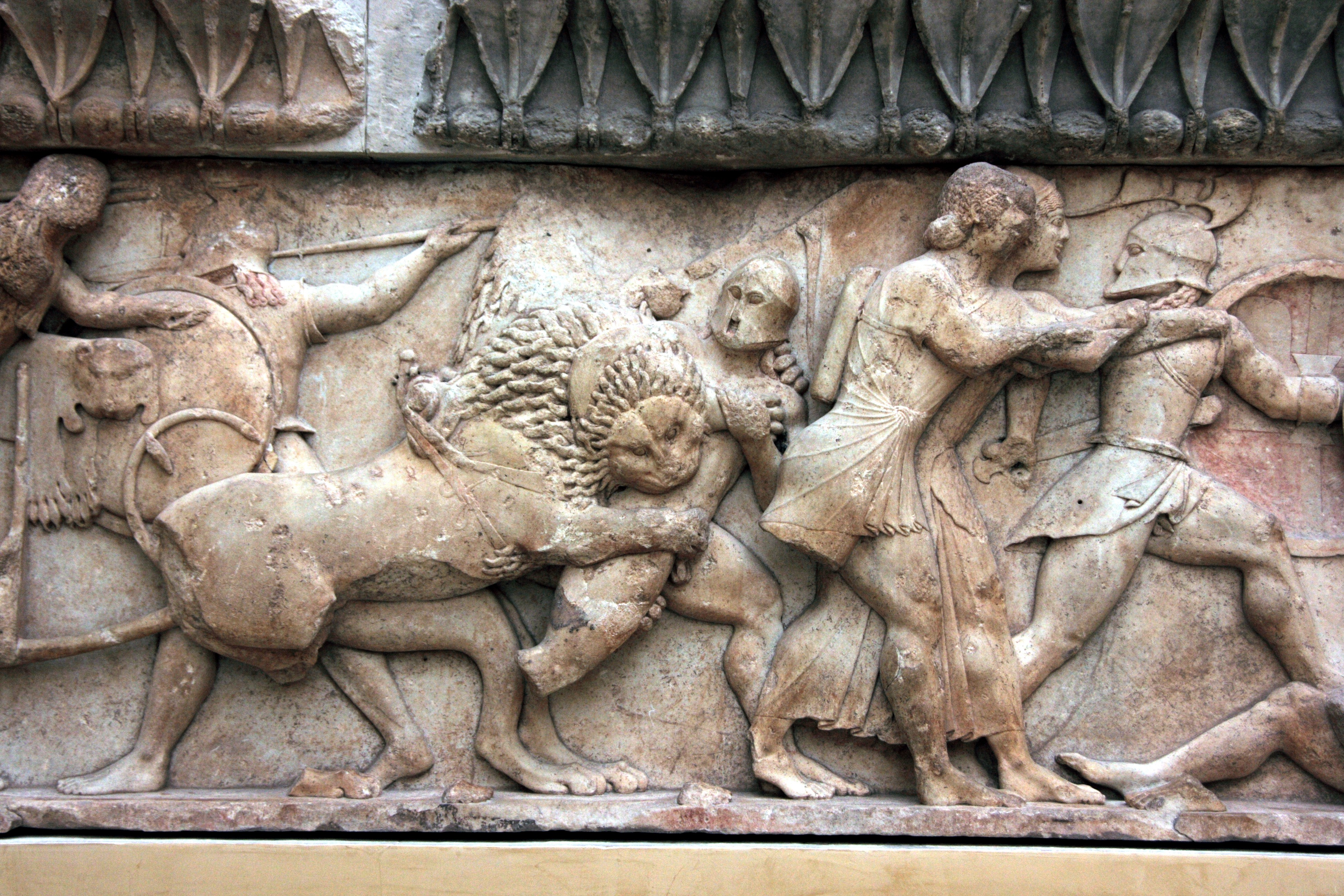
Frise nord, partie gauche. Héphaistos en tête, avec son soufflet, à droite.

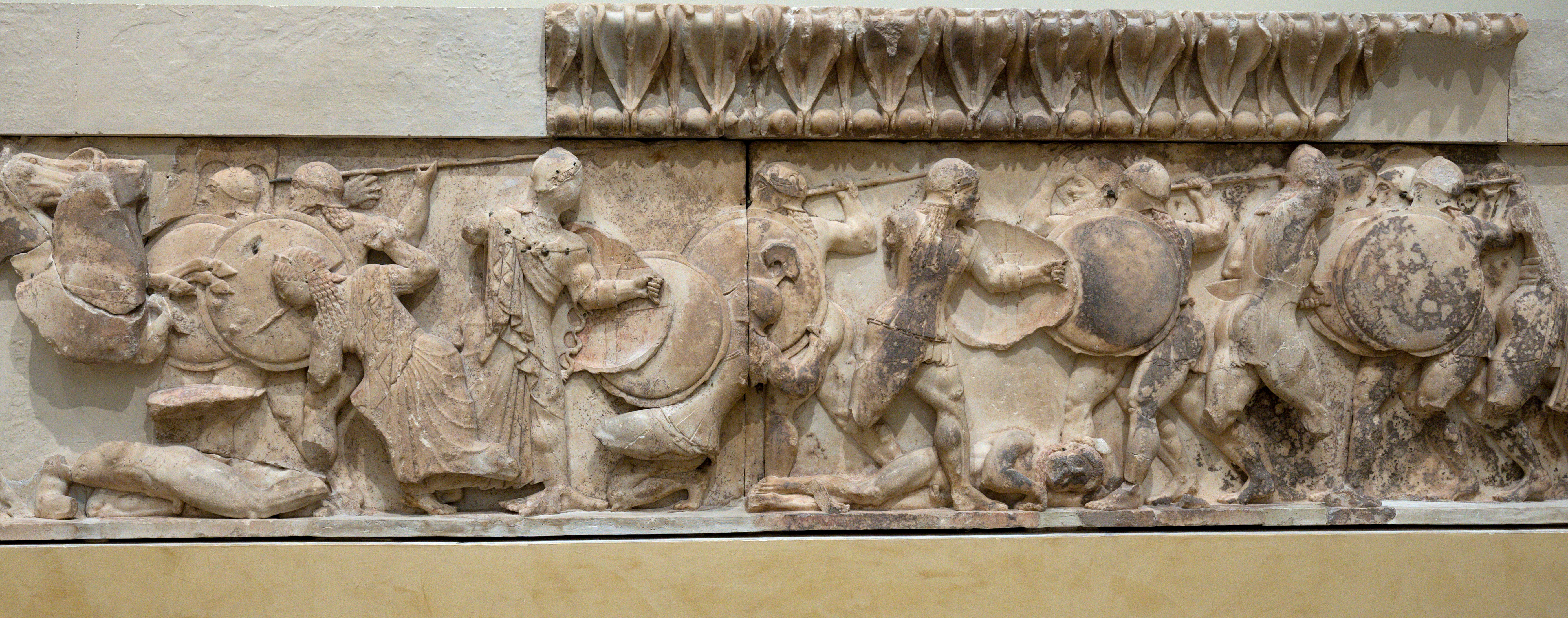
Frise nord, partie droite.

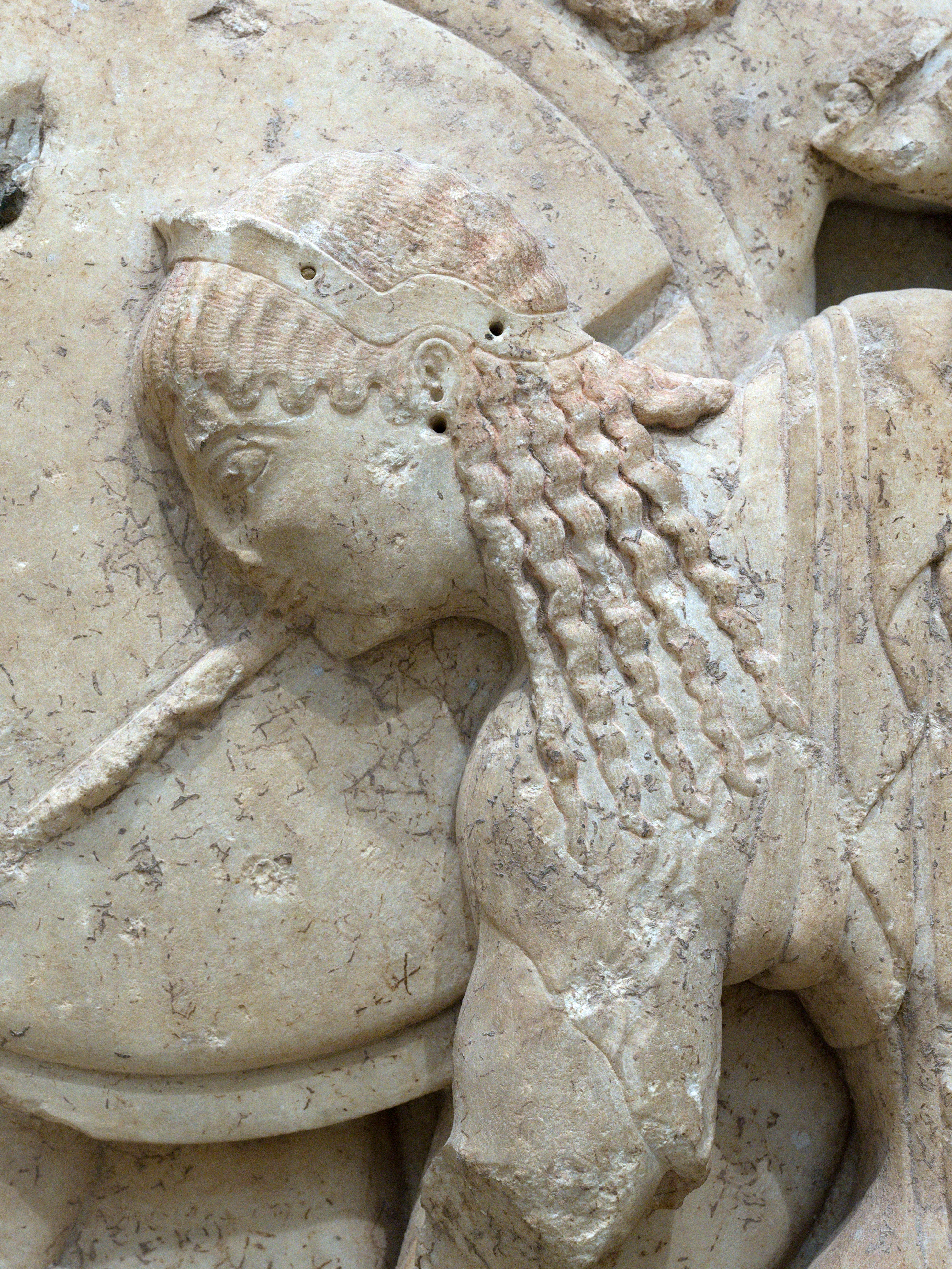
Détail de la frise nord, partie droite.

Le thème de la frise nord est la Gigantomachie, la bataille des Géants, fils de Gaïa, contre les dieux olympiens pour le pouvoir. C'est un mythe très fréquemment représenté dans l'art grec antique, qui symbolise le triomphe de l'ordre et de la civilisation sur la sauvagerie, la barbarie et l'anarchie. D'un côté, les Géants, lourdement armés de casques, de boucliers, de cuirasses et de jambières, attaquent les dieux par la droite avec des lances, des épées et des pierres. De l'autre côté se trouvent les dieux : d'abord, Héphaïstos se distingue avec son chiton court, debout devant son soufflet. Il est suivi de deux femmes combattant deux Géants, puis Dionysos (ou peut-être Héraklès) et Thémis sur son char tiré par des lions. Une paire de dieux qui tirent leurs flèches contre les Géants doivent être Artémis et Apollon.
Ce côté de la frise était visible depuis la Voie Sacrée, alors que les pèlerins montaient vers l'Oracle. Ainsi, ils avaient l'occasion d'admirer la scène de la Gigantomachie, qui forme à travers le relief un récit artistique se déployant en plusieurs niveaux, qui conserve néanmoins sa visibilité, sa cohérence et son caractère figuratif malgré les figures imbriquées et les différentes scènes d'action.

### Frise ouest
Malheureusement, seules quelques figures en relief ont survécu de la frise ouest. Le thème représenté ici est traditionnellement considéré comme le Jugement de Pâris, où la plus belle déesse serait choisie parmi Aphrodite, Héra et Athéna. La première déesse à être jugée est Athéna, debout fièrement sur le char ailé avec Hermès comme conducteur de char. Ailleurs, on voit Aphrodite descendre de son char, avec une grâce particulière, tenant les cordes de ce que certains interprètent comme un collier. Dans la partie de la frise qui a été perdue, on pourrait imaginer Héra montant son char avec colère pour partir après son rejet.
Cette interprétation a cependant fait l'objet d'un examen minutieux. Neer écrit que le récit du Jugement a été quelque peu imposé sur cette frise, passant trop de temps sur des blancs flagrants et n'analysant pas assez le peu de preuves présentes. Un problème majeur réside dans l'identité de la déesse traditionnellement considérée comme Aphrodite. Bien que certains bronzes hellénistiques représentent Aphrodite avec un collier, il n'y a aucun exemple de cela dans l'art archaïque, suggérant qu'il s'agit d'autre chose. Neer propose que ces lignes ne soient pas un collier, mais plutôt la corde tirée d'un arc. Cette interprétation implique que le personnage en question est en fait Artémis, changeant entièrement le récit de la frise. Cette identification est solidifiée par le fait que les Siphniens adoraient « Artémis du Débarquement ». En suivant cette interprétation, on peut supposer que la figure manquante n'est pas Héra, mais plutôt une victime de la colère d'Artémis. Bien que peu d'éléments puissent confirmer l'identité de ce personnage, il y a un indice significatif : des palmiers sont visibles derrière les chevaux d'Artémis, ce qui est un dispositif de peinture attique courant pour indiquer un lieu désolé. Les palmiers sont particulièrement liés à l'île de Délos, car c'est sous un palmier de cette île que sont nés Artémis et Apollon. Selon le mythe homérique, Artémis n'a tué qu'une personne sur Délos : Orion. Bien que cette identification ne puisse être prouvée, elle explique au moins les palmiers, le collier inhabituel et la façon dont les déesses semblent partir, une posture extrêmement rare dans les représentations du Jugement de Paris.

### Frise sud

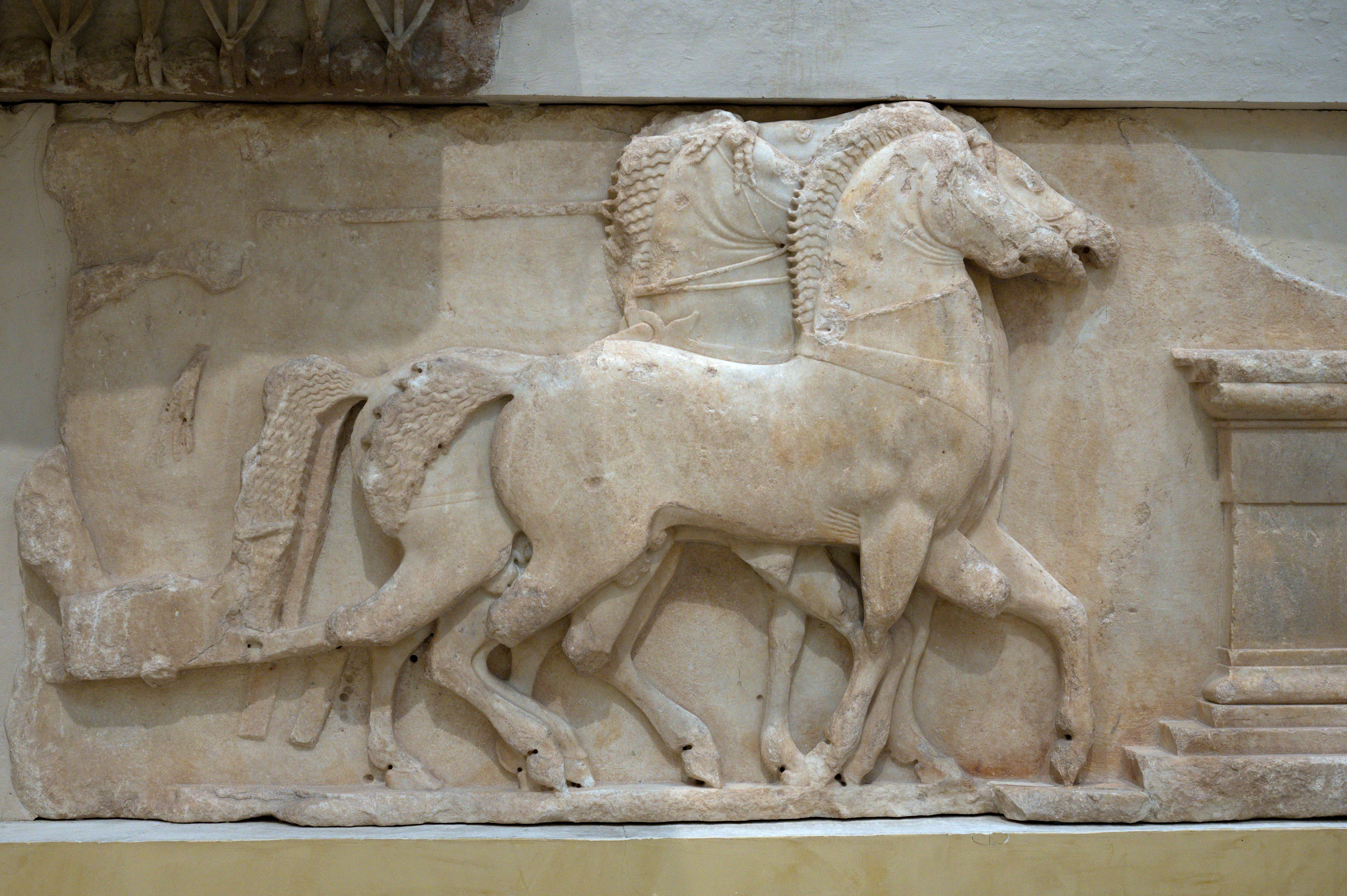
Détail de la frise sud.

Des parties importantes de la frise sud étant manquantes, nous ne pouvons qu'imaginer le thème qu'elle représentait. C'est probablement le thème populaire de l'Enlèvement des femmes. Cependant, les fragments survivants sont des chevaux en relief, bien sculptés et pleins d'énergie, qui prouvent la maîtrise de l'artiste.
Quant aux artisans qui ont travaillé sur l'ensemble de la frise, les avis des chercheurs et des universitaires qui l'ont étudiée sont contradictoires. Au départ, on croyait qu'il s'agissait de l'œuvre de deux ateliers artistiques différents. Peu à peu, cependant, cette vision a été abandonnée. Il est fort probable qu'il y ait eu deux sculpteurs principaux, autour desquels deux groupes d'artisans ont travaillé ensemble. L'artiste des côtés nord et est de la frise semble plus progressiste, ses représentations étant plus actives, imaginatives et vibrantes. En revanche, l'artiste des côtés sud et ouest a insisté sur des options plus conservatrices, sans l'inspiration audacieuse et le savoir-faire du premier, mais avec un fort caractère de peintre et une « couleur » ionique,,.

Images et documents
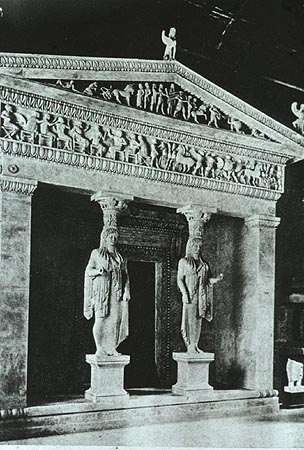
Reconstitition du trésor (1900).
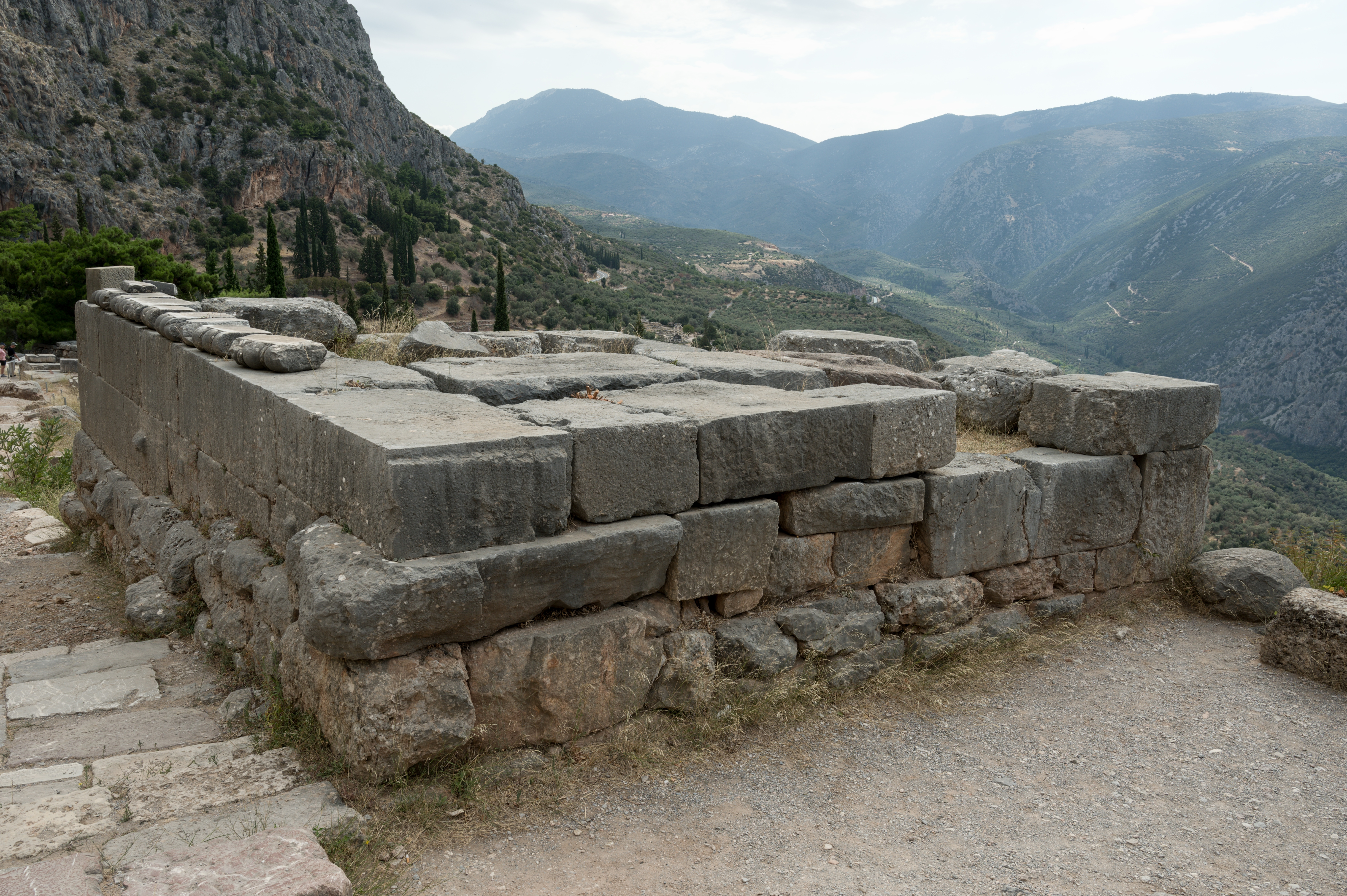
Vestiges du trésor, sur place.

## Sources
1. ↑  Jean-François Bommelaer, Didier Laroche, Guide de Delphes. Le site, Paris, 2015
2. ↑  William Bell Dinsmoor et William James Anderson, The Architecture of Ancient Greece: An Account of Its Historic Development, 1973 (ISBN 9780819602831, lire en ligne)
3. ↑  JM Hall - Artifact and Artifice: Classical Archaeology and the Ancient Historian (p.48) University of Chicago Press, 10 Jan 2014  (ISBN 022608096X) [Retrieved 2015-3-19]
4. ↑  JK Darling -Architecture of Greece Greenwood Publishing Group, 2004  (ISBN 0313321523) Retrieved 2012-06-16
5. ↑  J Whitley – The Archaeology of Ancient Greece Cambridge University Press, 4 Oct 2001  (ISBN 0521627338) Retrieved 2012-06-25
6. ↑  J K Darling – Retrieved 2012-06-16
7. ↑  University of North Carolina – Length Converter « https://web.archive.org/web/20121105045223/http://uncg.interlinkesl.com/length-converter.html »(Archive.org • Wikiwix • Archive.is • Google • Que faire ?), 5 novembre 2012 – Retrieved 2012-06-16
8. ↑  University of Oxford Classical Art Research Centre & The Beazley Archive showing reconstructed drawing – Retrieved 2012-06-16
9. ↑  Vinzenz Brinkmann, « Die aufgemalten Namensbeischriften an Nord- und Ostfries des Siphnierschatzhauses », Bulletin de correspondance hellénique, vol. 109, no 1,‎ 1985, p. 77–130 (ISSN 0007-4217, DOI 10.3406/bch.1985.1819)
10. ↑  Brinkmann, Vinzenz., Beobachtungen zum formalen Aufbau und zum Sinngehalt der Friese des Siphnierschatzhauses, Biering & Brinkmann, 1994 (ISBN 3930609002, OCLC 995118886)
11. 1 2  Richard T. Neer, « Framing the Gift: The Politics of the Siphnian Treasury at Delphi », Classical Antiquity, vol. 20, no 2,‎ 2001, p. 273–344 (DOI 10.1525/ca.2001.20.2.273, JSTOR 10.1525/ca.2001.20.2.273)
12. ↑  (el) « Υπουργείο Πολιτισμού και Αθλητισμού | Αρχαιολογικό Μουσείο Δελφών », sur odysseus.culture.gr (consulté le 22 décembre 2022)
13. ↑  Βαγγέλη Πεντάζου - Μαρίας Σαρλά, Δελφοί, Β. Γιαννίκος - Β. Καλδής Ο.Ε., 1984, 42.
14. ↑  Ροζίνα Κολώνια, Το Αρχαιολογικό Μουσείο Δελφών, Αθήνα, Υπουργείου Πολιτισμού – Ταμείο Αρχαιολογικών Πόρων και Απαλλοτριώσεων, 2009, 29–35.